# Ciecierzyn (Opole)
Pour les articles homonymes, voir Ciecierzyn.
Ciecierzyn est une localité polonaise de la gmina de Byczyna, située dans le powiat de Kluczbork en voïvodie d'Opole.